# Rodney
Rodney (2004–2006) – amerykański serial komediowy nadawany przez stację ABC od 21 września 2004 roku do 6 czerwca 2006 roku. W Polsce jest nadawany od 14 maja 2011 roku na kanale Comedy Central Family.

## Opis fabuły
Serial opisuje historię Rodneya Hamiltona (Rodney Carrington), który mieszka w Tulsie w stanie Oklahoma wraz ze swoją żoną Triną (Jennifer Aspen) oraz dwójką synów Jacka (Oliver Davis) i Bo (Matthew Josten).

## Obsada
- Rodney Carrington jako Rodney Hamilton
- Jennifer Aspen jako Trina Hamilton
- Oliver Davis jako Jack Hamilton
- Matthew Josten jako Bo Hamilton
- Nick Searcy jako Barry Martin
- Amy Pietz jako Charlie
- Jon Reep jako policjant Gerald Bob